# Katherine Butler
Pour les articles homonymes, voir Butler.
Sœur Katherine Butler (27 mai 1914 - 8 août 2000) est une religieuse irlandaise des Sœurs de la charité d'Irlande, une enseignante, une écrivaine et une aviatrice. Elle est l'une des premières femmes à obtenir une licence de pilote en Irlande. 

## Jeunesse
Née Katherine Bayley Butler, elle est l'aînée de deux filles de James Bayley Butler et Katherine Butler (née McWeeney). Elle et sa sœur Beatrice fréquentent l'Alexandra College à Dublin, et plus tard le couvent des Ursulines à Waterford. Butler décide d'accepter une vocation religieuse dès ses 17 ans, mais ses parents la persuade d'attendre ses 21 ans. Elle utilise ce temps pour commencer un diplôme en sciences à l'University College Dublin. 

## Aviation
Butler s'intéresse à l'aviation après avoir vu le cirque aérien de sir Alan Cobham au début des années 1930. Elle commence à prendre des cours de pilotage à l'aérodrome de Kildonan avec des pilotes comme John Currie. Le 15 janvier 1936, elle devient la troisième femme en Irlande à recevoir une licence de pilote. Elle entre au noviciat des Sœurs de la Charité dans le quartier de Milltown à Dublin cinq jours plus tard, le 20 janvier. Elle prend d'abord le nom de sœur Mary Alphonsus, mais revient plus tard à Katherine Butler faisant remarquer qu'« il n'y a pas de nonnes avec des noms à double barillet ».

## Carrière scolaire et vie future
Après avoir terminé son noviciat, Butler obtient son diplôme d'enseignante en 1938 et passe de nombreuses années dans le métier. Butler passe du temps en Angleterre à enseigner pendant la Seconde Guerre mondiale, puis étudie à Rome à la fin des années 1960. Butler enseigne à l'école secondaire de l'ordre sur Mountjoy Street à Dublin, aidant plus tard à fonder de nouvelles écoles secondaires à Foxford dans le comté de Mayo, en tant que directrice, et à Walkinstown à Dublin. Elle enseigne pour la dernière fois à l'école Marymount de l'ordre à Harold's Cross, avant de déménager au couvent Crumlin de l'Ordre en 1977. Pendant son séjour à Crumlin, elle commence un programme de sensibilisation, effectuant des visites à domicile avec ses élèves. 
En 1953, elle publie une biographie de mère Mary Aikenhead, fondatrice des Sœurs de la Charité, A Candle Was Lit. À la suite de cette publication, Butler fait référence à « l'apostolat de la plume » et écrit un nombre prodigieux de lettres à des personnes seules, à des prisonniers et occasionnellement aux journaux nationaux. Elle écrit également pour des magazines et des périodiques, avec un intérêt particulier pour le domaine de l'œcuménisme. Cet intérêt l'amène à assister aux services d'autres confessions, notamment les juifs, les quakers et l'Armée du Salut. Elle est une membre active de la Old Dublin Society, et écrit pour leur journal le Dublin Historical Record, remportant le prix annuel de la Société pour le meilleur article à trois reprises. 
Butler meurt le 8 août 2000 à Crumlin. Elle obtient une autorisation spéciale de son ordre pour donner son corps au Royal College of Surgeons pour une utilisation dans la recherche médicale. 